# Museo Militar de Finlandia

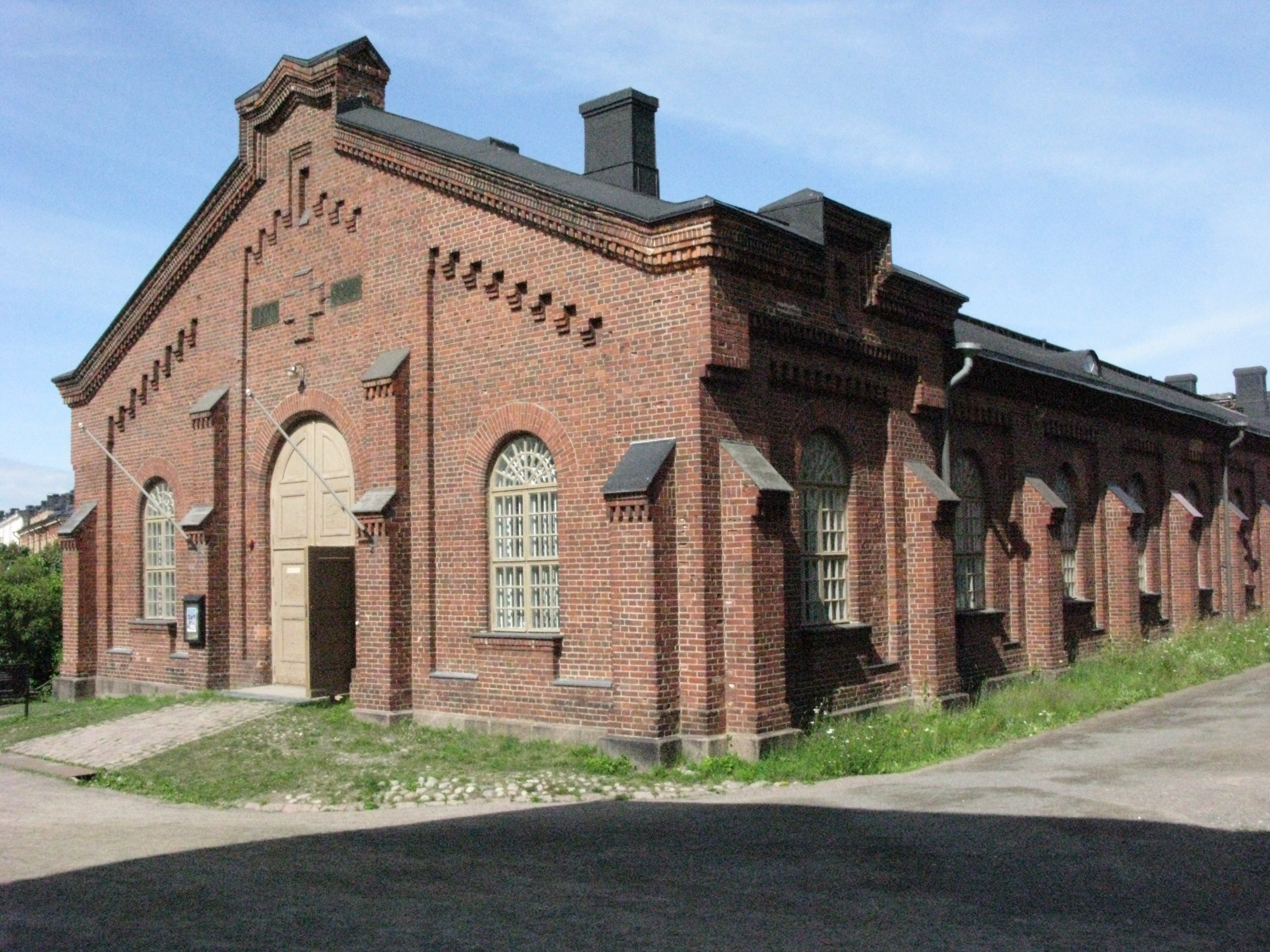
La exposición principal del Museo Militar estaba situada en Suomenlinna

El Museo Militar de Finlandia (en finés: Sotamuseo) es el museo central de las Fuerzas de Defensa de Finlandia y el museo nacional de historia militar. Se encuentra ubicado en Helsinki y es parte de la Escuela Superior de Defensa Nacional. En 2012 aproximadamente 55 000 personas visitaron las exposiciones del Museo Militar en Kruununhaka y en la isla de Suomenlinna. El espacio de exhibición más popular del museo es el submarino Vesikko situado en Suomenlinna: unas 27 000 personas lo visitan cada año.
La tarea del Museo Militar es colectar, conservar, investigar y exponer objetos y otros elementos del patrimonio de las Fuerzas de Defensa y de la historia militar de Finlandia. Adicionalmente, organiza exposiciones y dicta clases, además de realizar publicaciones de obras de la historia militar y suministrar informes sobre varios temas de historia militar. Dirige también las actividades de otros museos militares situados en Finlandia y se encuentra en cooperación con ellos. A su vez, atiende a las Fuerzas de Defensa de Finlandia, a otras autoridades así como al público interesado en la historia militar. 

## La historia del museo
El Museo Militar fue fundado el 25 de noviembre de 1929. La ceremonia de inauguración fue organizada en Kruununhaka (Liisankatu 1) el 18 de octubre de 1930. Antes de la fundación del museo, las colecciones de la historia militar finlandesa eran expuestas en la exposición centenaria del Museo Histórico del Estado en 1908. En los años 1918–1919 se abrió una colección sobre la Guerra de Liberación en el Museo Nacional. Los objetos de la historia militar ubicados en el archivo militar, fundado en Helsinki en 1918, sirvieron de base para la colección del Museo Militar.
En enero de 1933 el Museo Militar se trasladó de la calle Liisankatu a la isla de Suomenlinna, donde permaneció hasta el inicio de la Guerra de Invierno. El teniente, Reino Wilhelm Palmroth, fue elegido director del museo. La inauguración del museo en Suomenlinna, en el edificio Carpelán, fue organizada el 11 de junio de 1933. Unas 9 000 personas visitaban el museo anualmente en aquella época. La exposición estaba dividida según los tipos de armas en las secciones de soldados del cuerpo de ingenieros, de armada y marina de guerras. Además, fueron expuestos objetos de la guerra civil finlandesa.
En otoño 1939 el Museo Militar fue cerrado en Suomenlinna, el personal desplazado a misiones militares y los objetos del museo almacenados por todas partes en Finlandia. La oficina del museo fue relocalizada en Helsinki durante los bombardeos del año 1944. Durante la Guerra de Invierno y la Guerra de Continuación el Museo Militar organizó exposiciones en Messuhalli, centro de ferias y exposiciones. La primera exposición fue una de botines de guerra, en febrero de 1940, seguida por dos exposiciones en las provincias desde 1941 hasta el 1943. El museo realizó incluso exhibiciones en Suecia entre 1942–1943. Durante las guerras, la intención de las exposiciones no era solamente exponer objetos al público sino también recolectar dinero para los minusválidos de la guerra y sus familias, además de mostrar cómo había sido la lucha en el frente finlandés para levantar la moral de los ciudadanos. En 1944 fue establecida la organización de memorias de guerra para dar apoyo al Museo Militar que más tarde se convertiría en la Asociación de la Historia de la Guerra Finlandesa (Suomen sotahistoriallinen seura).
En los años de la posguerra, el Museo Militar tuvo que lidiar por un corto tiempo no tener sitio para su exposición. La situación cambió cuando consiguió una lugar de exposiciones en Kruununhaka, en un cuartel diseñado por Evert Lagerspetz en 1883 (Maurinkatu 1). Desde el 1883 hasta el 1901 el batallón de francotiradores fue alojado en ese cuartel. Museo Militar se expandió más a mediados de los años 90 cuando abrió una nueva exposición permanente en Liisankatu.
El funcionamiento del Museo Militar se había interrumpido cuando se inició la Guerra de Invierno. Durante la Guerra de Continuación las colecciones de Bastioni Carpelán habían sido trasladadas al continente y las salas de exposiciones entregadas al museo de Armfelt. Por otro lado, en los años de posguerra (1946–1948) se consideró fundar un museo de artillería en Suomenlinna, y finalmente el museo fue abierto al comienzo de diciembre de 1948. El rango de tiempo de la exposición era desde período de la autonomía hasta los tiempos de independencia. Posteriormente, fueron necesarias reparaciones en el museo y fue abierto de nuevo el 12 de mayo de 1988. El museo fue cerrado en el año 2007 debido a que el edificio se consideró poco sólido.
El museo de las Fuerzas Navales fue abierto el 6 de noviembre de 1948, exhibió el funcionamiento de Defensa Naval Finlandesa desde los tiempos de independencia. El Museo Naval fue cerrado por causa de problemas de humedad en 1963 y no logró conseguir una nueva sala para su exposición.
En la década de 1970, hubo una serie de debates sobre la apertura del Museo Militar en la isla de Suomenlinna pero no fue posible a pesar de las propuestas. De todos modos, el submarino Vesikko fue expuesto en Tykistönlahti en 1973. En 1975 el Gobierno decidió abrir exposiciones en la isla de Suomenlinna para presentar la historia de la isla. El permiso para una sala de exposiciones fue concedido al final de agosto de 1980. Se acordó abrir el museo en el local nombrado el Picadero (en finés: Maneesi). El Picadero había funcionado como un depósito para los artículos del Museo Militar desde el año 1974. Las reparaciones del edificio empezaron en 1986, y el acto de inauguración fue realizado tres años después, el primero de junio de 1989.
Desde el año 1962 el Museo Militar ha organizado más de treinta exposiciones especializadas en sus instalaciones, entre otras locaciones, en 1958 y 2008 las exposiciones de los años conmemorativos de los años cuarenta y noventa así como varias exposiciones sobre la Guerra de Invierno.

## Las colecciones
Las colecciones del Museo Militar comprenden más de 200 000 objetos, de los cuales solamente una pequeña parte está expuesta permanentemente. La mayor porción de los objetos es parte de las colecciones de investigación o se encuentran almacenada. Las colecciones incluyen, entre otros, condecoraciones, armas, uniformes, arte militar y banderas, así como naves militares, vehículos y aviones. Las colecciones se remontan hasta el período del imperio de Suecia, aunque destacan el período de la independencia. Las colecciones fotográficas comprenden más de 200 000 fotografías. El archivo fotográfico sirve a la gente que quieren exponer, investigar o publicar en los medios de comunicación. 

## Las publicaciones
El Museo Militar tiene su propia publicación periódica que difunde obras de varios temas. El museo publica anualmente publicaciones periódicas (Sotahistoriallinen Aikakauskirja) juntos con la Asociación de Historia Militar de Finlandia. Adcionalmente participa en la producción de varias publicaciones de multimedia que tratan temas como la Guerra de Invierno. 

## Las exposiciones y los objetos
La nueva exposición Desde los soldados de caballería hasta los cascos azules fue abierta el 8 de marzo de 2013 en el edificio principal de Liisankatu 1. Anteriormente la exposición se encontraba en la casa vecina (Maurinkatu 1). La nueva exposición presenta la historia de Finlandia desde la época del imperio de Suecia y Rusia a través de la independencia y las guerras de los años 1939–1945 hasta los tiempos modernos. La exposición está temporalmente cerrada.

### El submarino Vesikko y el Picadero

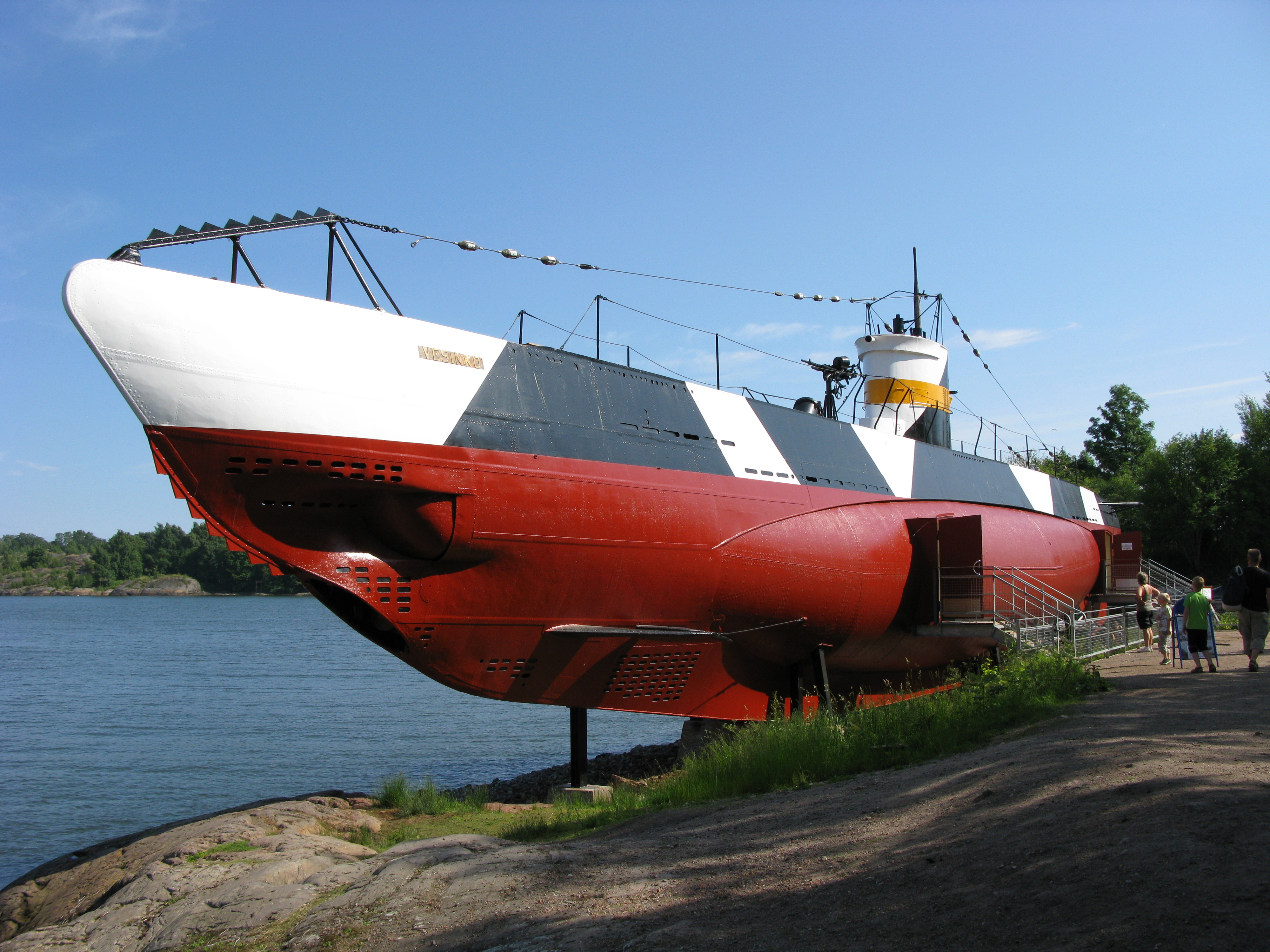
El submarino Vesikko

Dos atracciones turísticas del Museo Militar están abiertas en Suomenlinna en verano. El submarino Vesikko fue construido en Finlandia en los años 1930 y se usó durante la Segunda Guerra Mundial. El Vesikko es el único submarino que se ha conservado en Finlandia, mientras que los otros fueron reducidos a chatarra en 1953. Durante la Guerra de Invierno y la Guerra de Continuación, el Vesikko vigiló el Golfo de Finlandia y el Mar de Åland. Durante la guerra atacó la nave del enemigo solo una vez: el 3 de julio de 1941 el submarino torpedeó Vyborg, un buque de carga de la Unión Soviética, cerca de la Isla de Suursaari. El uso de submarinos finlandeses fue prohibido en el tratado de paz de Paris en 1947. Primero se pensó vender el Vesikko o usarlo en los entrenamientos de las Fuerzas Navales Finlandesas pero, finalmente, se decidió conservarlo y fue transportado al astillero de Katajanokka y en los años 60 a Tykistönlahti de Suomenlinna. Una gran cantidad de personas han podido visitar el submarino Vesikko desde el julio de 1973, y se ha convertido en la atracción turística más popular del Museo Militar.

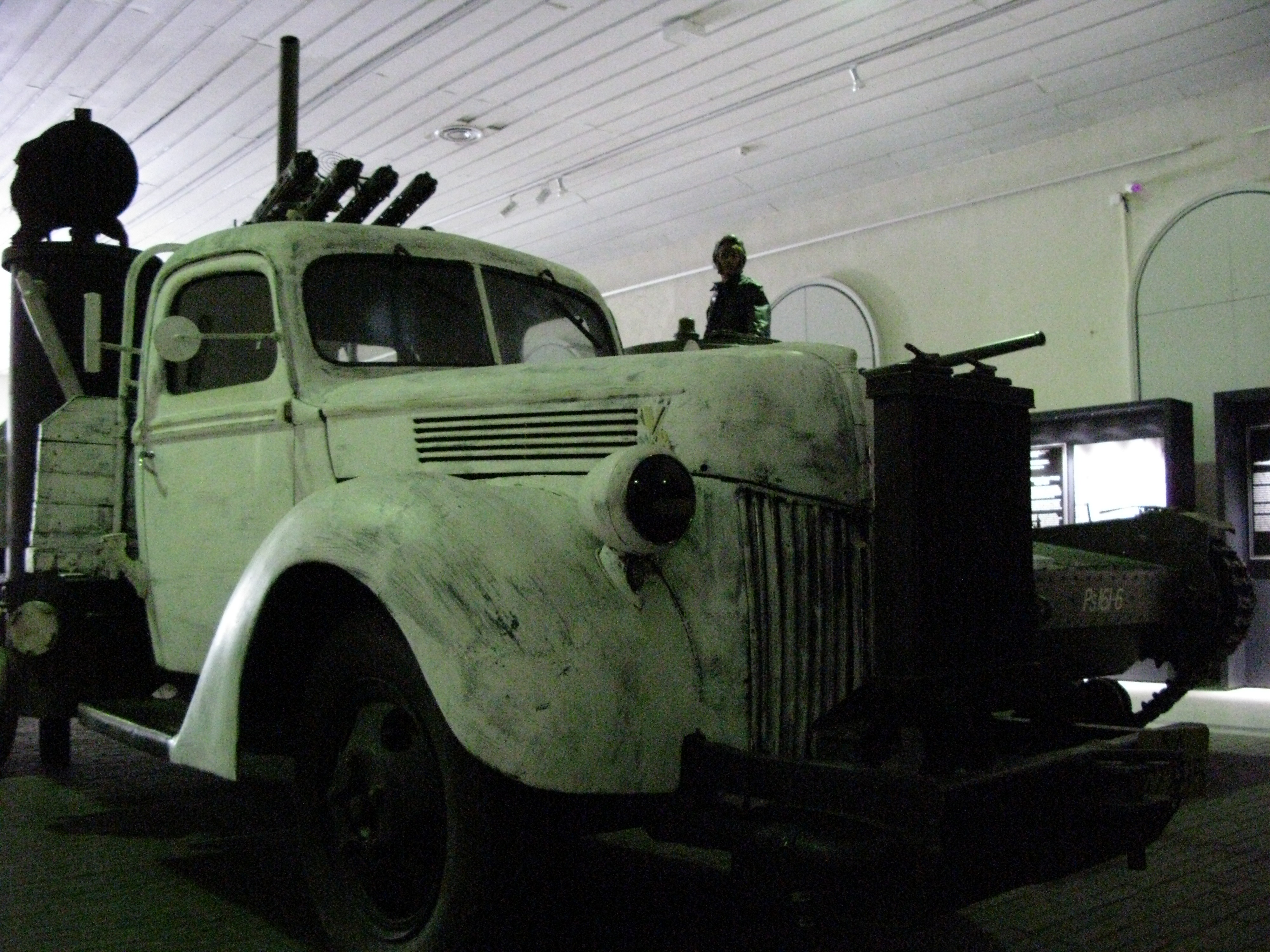
El camión Ford V8 expuesto en el Picadero

La exposición Desde la autonomía hasta Atalanta, que se encuentra expuesta en el Picadero, relata las etapas de la administración general de Defensa Nacional de Finlandia así como las guerras, en las que ha tomado parte Finlandia, desde los siglos pasados hasta los tiempos modernos. Se puede echar un vistazo a la historia militar finlandesa desde los cañones del bronce hasta el misil defensivo. La exposición está compuesta de tres secciones, los letreros en varios idiomas y las presentaciones multimedia ofrecen mucha información. En la sección de armas están expuestos, entre otros, los caños del siglo XVI,  el tanque alemán 88mm Flak 37 y el tanque británico Vickers-Armstrong 38, que fueron usados por las Fuerzas Armadas de Finlandia, así como un tubo lanzatorpedos del torpedero finlandés S2 que se hundió en 1925. La tercera sección comprende varios uniformes militares desde el uniforme del soldado de “Vanha väki” hasta de tropas de pacificación del siglo 21 que están dispuestos en una vitrina larga. Además, un refugio subterráneo ha sido construido en el local de exposición. La exposición Desde la autonomía hasta Atalanta se abrió en mayo de 2012. La exposición anterior trataba las Guerras de Invierno, de Continuación y de Laponia. Contenía principalmente material más pesado y fue abierta en el Picadero en junio de 1989. En los locales del Picadero han sido también organizadas varias exposiciones especiales, por ejemplo, Los submarinos finlandeses en los años 2003–2004 así como la exposición sobre el Vesikko desde mayo hasta agosto de 2011. El edificio del Picadero se remonta a la época rusa de Suomenlinna: se construyó en los años 1880 y sirvió de lugar de almacenamiento para cañones.

### Liisankatu 1 la exposiciónDesde los soldados de caballería hasta los cascos azulesse cerró el primero de mayo de 2016

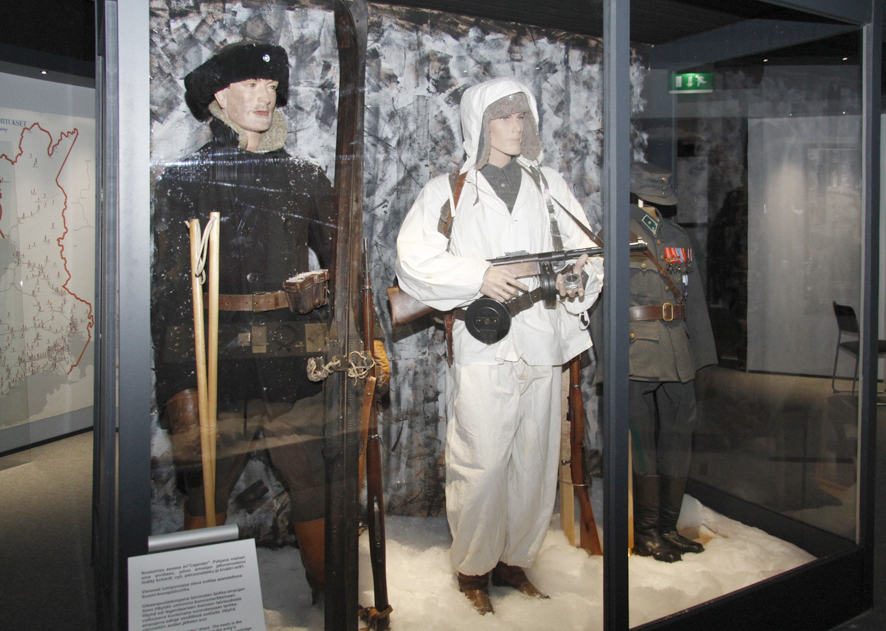
Dos soldados de la Guerra de Invierno y el uniforme de Simo Häyhä en la exposición anterior de Liisankatu

La exposición principal, situada en Marinkatu 1, fue sustituida por la exposición Desde los soldados de caballería hasta los cascos azules que se abrió en Liisankatu entre 1 al 8 de marzo de 2013. Anteriormente en la sala de exposiciones de Liisankatu 1 había sido expuesta una exhibición que trataba sobre la Guerra de Invierno. La exposición Desde los soldados de caballería hasta los cascos azules ha permanecido cerrada desde el primero de mayo de 2016.

## Los museos de cooperación especializados
Existen ocho museos especializados funcionando en cooperación con el Museo Militar. Una parte significante de los artículos de estos museos pertenecen a las colecciones del Museo Militar. Por causa de los recursos y las salas de exposiciones limitadas del Museo Militar, las colecciones histórico-militares no se pueden conservar todas en el museo central. La expansión de las colecciones de diversas unidades tuvo como resultado el establecimiento de museos especializados. Fueron fundados desde el año 1945 y, en particular, durante las décadas de sesenta y setenta. Varias fundaciones fomentan su funcionamiento. Los museos especializados finlandeses son los siguientes: el Museo de Armadura, el Museo de Defensa Aérea, el Museo Aeronáutica de Finlandia, el Museo de Infantería, el Museo de Medicina Militar, el Museo Mobilia, el Museo Forum Marinum y el Museo Militaria que está compuesta del Museo del Cuerpo de Ingenieros, del Museo de Artillería y del Museo de Comunicación.

## Sitio web
- https://sotamuseo.fi/en/frontpage